# Дилчу
Дилчу — село в Лакском районе Дагестана. Входит в состав сельского поселения «Сельсовет «Кумухский»».

## Географическое положение
Анклав на территории Кумторкалинского района. Село расположено в 15 км к северу от города Махачкала, у федеральной трассы Махачкала-Астрахань. К восточной окраине села примыкает переселенческое село Гамиях.

## Население
| 1989 | 2002 | 2010 | 2021 |
| ---- | ---- | ---- | ---- |
| 136  | ↘105 | ↘0   | ↗2   |

## История
Образовано как кутан колхоза имени С. Габиева Лакского района на землях отгонного животноводства. Указом ПВС ДАССР от 23.02.1972 года на территории Кизилюртовского района, на землях колхоза им. С. Габиева, зарегистрирован населённый пункт Дилчу. Территория села подпала в зону переселения лакского населения из Новолакского района. 